# Franek Chmiel
Franek Chmiel (24. dubna 1931 Jablunkov – 2. srpna 2016 Bratislava) byl československý a slovenský televizní režisér.

## Vzdělání a působení
Studoval na gymnáziu v Orlové a na obchodní střední škole. Působil i jako herec Scény polské v Českém Těšíně. Od roku 1952 do roku 1958 úspěšně absolvoval studium na DAMU v Praze. Potom začal pracovat jako režisér v ostravském nebo bratislavském studiu Československé televize, kde se věnoval tvorbě televizních programů, seriálů a filmů. Napříč tomu, že natočil více než 100 inscenací a 18 celovečerních filmů, nepřestával režírovat představení na divadelních prknech.

## Soukromý život
Jeho matka byla pobožná a otec byl elektrikář. Možná i proto z něho chtěla mít matka faráře a otec inženýra elektrikáře. Období druhé světové války bylo pro jeho rodinu tragické. Hned první den války, tj. 1. září 1939 byl jeho otec zatčen a jeho sestru odvedlo gestapo. Krátce na to těžce onemocněla. Do Bratislavy se s manželkou přestěhoval po tom, co Franek Chmiel vyhrál konkurz televizního režiséra v Bratislavě.

## Režijní práce
Žánrové i tematické rozpětí jeho tvorby je široké. Tvořil televizní filmy, které byly povětšinou adaptacemi známých prozaiků. Od domácí klasiky Pavla Országha-Hviezdoslava, Jána Johanidesa, Andreje Chudoby, přes dramatizaci současníků Vincenta Šikuly, Tatiany Kusé, až po zahraniční autory Ericha Marii Remarqua, Thedora Dreisera a Guy de Mupassanta.
Jeho díla se vyznačují vysokou vizuální kulturní a starostlivě přepracovanou hereckou složkou poskytující příležitost novým interpretačním objevům. Navázal na dlouhodobý záměr redakce přinášet přepisy kvalitních literárních předloh. Změněná společensko-politická situace mu umožňovala pracovat s tématy či autory doposud tabuizovanými a obcházenými.
V centru jeho pozornosti stojí analýza mravního rozměru člověka konfrontovaná s protikladnými silami komunity - tragický osud Jennie Gerhardtové (1979) zapříčiněný stykem s příslušníky vyšších společenských vrstev či historické epochy - druhá světová válka v zamilovaném příběhu Konečne bude mier (1985). Tím byla charakteristická většina videofilmů. Další tematickou linií jeho tvorby je předkládání otázky generačních vztahů v rodině, na pracovišti či v komunikačním procesu. Ve snímku Balada o vkladnej knižke (1985) Franek Chmiel reflektuje drama rodiny, jejíž členové doplatí na svoji touhu po hmotném blahobytu. Komplikované mezilidské vztahy vycházející ze sporu mezi generacemi jsou nosnou myšlenkou i jeho další snímky Psí život (1994).
Generační diferenci je možné sledovat i ve výběru postav. V snímku Chlap prezývaný Brumteles (1982) jde o příběh stárnoucího muže a mladého chlapce poznávajících svoji vzájemnou osamělost a začíná se mezi nimi rodit vzácný cit přátelství a porozumění. V komedii A čo ja, miláčik? (1986) o stereotypním manželství překladatelky a programátora naruší příchod malého, půvabného děvčátka, které se má všestranně starat o manžela, co změní manželské spolužití.

## 50. léta
Předtím, než se zúčastnil konkurzu herce do polského divadla v Českém Těšíně, pracoval jako skladník v Prefe. Byl spoluzakladatele Scény polské. V 50. letech se jako první z hereckého ansámblu Polské scény přihlásil na vysokou školu. Tak v letech 1952-58 studoval režii na DAMU. Jako důvod uvedl, že: "Režiséři vždy něco vymýšlejí a herci to musí poslouchat. Já jsem poslouchat nechtěl, tak jsem se stal režisérem."

## 60. léta
Začátkem 60. let začal pracovat v Československé televizi v Ostravě. Technické vybavení studií bylo sice lepší než v Bratislavě, ale pokud šlo o cenzuru, v Česku byli vždy přísnější poměry. V té době ho jeho manžela a sestra přihlásily na konkurz televizního režiséra v Bratislavě, který byl vypsaný v Literárních novinách. Konkurz vyhrál, ale přestěhovat se chtěl jedině pod podmínkou, že v Bratislavě dostane byt. I když hned začal pracovat na (nscenacích, byt nedostal. S manželkou a dítětem se přestěhovali do Bratislavy, kde poté pracoval a žil více než 50 let.
V období 60. let nastalo oteplení a cenzoři dovolili zpracovávat i látky takových autorů, jakými byli Dürrenmatt, Hochwälder a Sartra. Tito světoví dramatici patřili za hranici cenzury, avšak v 60. letech se tato hranice otevřela. V roce 1969 natáčí televizní inscenaci Candida natočenou podle předlohy G. B. Shawa o duševní síle člověka, zralé ženy, která si musí vybrat mezi energickým a sobeckým manželem, knězem a osmnáctiletým ctitelem. Mystérium Candida je ve skutečnosti hra o vyléčení z iluzí, o vítězství rozumného manželství. Základem Shawovy divadelní techniky je paradox, miluje obraty, neodůvodněné náhlé činy, aby právě na nich, na jejich bezdůvodnosti, ukázal její hlubší smysl.

## 70. léta
Období normalizace velmi silně zasáhlo do života tohoto původem polského režiséra. Začátkem 70. let všichni režiséři, kteří se neschovali a nebo neutekli do Vídně, podepisovali petice proti vstupu vojsk Varšavské smlouvy do Československa. Nastaly čistky, prověřování, výslechy. Chmiela se ptali, proč podepsal proti vstupu, když je sám Polák. Několik měsíců to vypadalo, že z televizního režiséra se stane řidič autobusu. Uklidnilo se to až ve chvíli, kdy režisér vyprovokoval člena komise, že i on petici podepsal. V těchto časech začali spolu úzce spolupracovat a psát hodně scénářů z JZD.
Kromě těchto negativních zkušeností se Franek Chmiel v roce 1970 zúčastnil i prvního barevného přenosu z MS v lyžování v Tatrách. V tomto období režíroval film reflektující dramatický příběh starého pastýře a jeho společníků oceněný cenou svazu dramatických umělců s názvem Otcova slnečnica. Televizní filmová komedie z vesnického prostředí Žiarlivosť (1972) reflektuje příběh mladého zootechnika Karola, jehož příchod vyvolá neočekávané problémy. Mont Oriol (1974) je televizní adaptace stejnojmenného románu francouzského spisovatele Guy de Maupassanta, jehož příběh se odehrává v malém francouzském lázeňském městečku, kde bankéř Adermat se snaží získat pozemky, na kterých se objevily léčivé prameny. Zakládá společnost a lázně dostávají světový zvuk. V pozadí se odehrávají motivy lásky, podvodů a zklamání. Natáčí též sedmidílný seriál na motivy románu J. Londona Útek zo zlatej krajiny (1977). Příběh zlatokopa, který hledá zlato na Aljašce. Když se mu podaří zbohatnout, odchází do San Francisca, kde chce svoje peníze ještě rozmnožit. Boj ve finančních kruzích je však krutější, než boj s přírodou. Jennie Gerhardtová (1979) je dramatizací známého románu klasické moderní americké literatury. Tragický příběh prostého děvčete, jehož osud je zapříčiněný stykem s příslušníky vyšších společenských kruhů. Předlohou televizní inscenace o tragickém osudu prostého děvčete je román slavného amerického spisovatele Theodora Dreisera. Autor se v ní soustřeďuje na otázku postavení ženy a její možnosti realizovat své cíle v podmínkách tehdejší společnosti. Na osudu Jennie, dcery německého přistěhovalce, spisovatel ukazuje, že žena je pro tuto společnost jen objektem ceněným podle toho, kolik je s jejím jménem spojováno majetku a společenské prestiže.

## 80. léta
V 80. letech natáčí několik divácky úspěšných filmů a seriálů. Na počátku 80. let natočil televizní inscenaci o ženě pomáhající jiným, avšak neschopné pomoci sama sobě. V roce 1982 natočil snímek Chlap prezývaný Brumteles o stárnoucím náměstkovi. Po zhoršení jeho zdravotního stavu předčasně dostane do důchodu. Seznámí se s mladým chlapcem, s kterým ho spojuje osamělost a tak se mezi nimi začne rodit vzácný cit přátelství. O rok později spolu s Karolem Spišákem, Jurajem Svobodou a Petrem Opáleným natáčí desetidílný detektivní seriál Na stope zločinu:V službách zákona. V roce 1984 tvoří drama o touze po pomstě z prostředí montérů vysokého napětí Neodchádzaj nocou letnou. Televizní inscenací s názvem Konečne bude mier! z roku 1985 se vrátil do posledních dní období druhé světové války, během kterého vzniká i končí milostný příběh dvou lidí. O rok později vzniká dvoudílná inscenace natočená podle stejnojmenného románu Ericha Maria Remarquea pojednávající o evropských imigrantech během druhé světové války hledajících útočiště před fašismem v USA, Tiene v raji. I když se některým nepodařilo dosáhnout určité stabilizace svého života, konec války pro více z nich nepřináší jen pocit vítězství, ale i deziluzi, že nacismus není definitivně poražen. Hlavní hrdinou příběhu je Robert Ross, který po změně identity a v touze po změně života přichází na "svobodný" kontinent. Hledá práci, najde rozporuplný vztah s nevyzpytatelnou Natašou a zdá se, že před stíny minulosti jen tak lehce neuteče. Ve stejném roce Franek Chmiel zinscenoval i komorní komedii Tatiny Kusej A čo ja, milačik?. Pracovnice jisté agentury se má všestranně starat o manžela. Reflektuje příběh manželství, které naruší příchod mladého děvčátka. Rok před sametovou revolucí režisér ve snímku Vianoce Adama Borunču vypráví příběh na motivy stejnojmenné povídky Ladislava Nádaši-Jégeho o spolupatřičnosti a pocitu zodpovědnosti obyčejného člověka. Na sklonku 19. století se odehrává příběh o osudech jednoho z první archeologů na Slovensku, baronu Hoeningovi, Barón (1989).

## 90. léta
Televizní inscenace klasické španělské dámy Lope de Vegu Fuente Ovejuna zase vypráví o dědině, kde vládne feudál, kterému se kolektivní hrdina-vesnice jednoho dne vzepře a pomstí se mu za to, že využívá svoji moc na zneužívání žen. Pravděpodobně nejznámější je televizní film epické skladby Pavla Országha-Hviezdoslava Zuzanka Hraškovie z roku 1991. Stala se podkladem pro vytvoření scénáře k filmu slovenského spisovatele Vincenta Šikuly. Mezi hodnoty, které jsou věčné a třeba je neustále hledat, patří láska dětí k rodičům a naopak. Tento příběh zobrazuje tragický osud Zuzanky v povídání starého invalidního vojáka. Za dva roky Franek Chmiel natáčí adaptaci povídky českého novináře a prozaika Jakuba Arbese Prvá noc pri mŕtvej o ničící lásce dvou kamarádek k jednomu muži. Alžběta a Marie, dvě nerozlučné kamarádky z internátní školy, se v jednom okamžiku obě zamilují do mladého studenta. Cit jedné je opětovaný, druhá vypadává ze hry. Tuto dvojnásobnou zradu odpustit nedokáže a fanaticky se upírá ke zničení štěstí své sokyně. Zobrazení komplikovaných lidských vztahů a generačních sporů se režisér věnoval v posledním snímku natočením s Vladem Müllerem Psí život (1994). Jde o reflexi komplikovaných mezilidských vztahů vycházejících ze sporu mezi generacemi. Příběh důchodce Benčíka, kterému zůstane jediný neposkvrněné přátelství s věrným psem Čikou. Stáří se poeticky nazývá podzimem života. S poezií však někdy nemá vůbec nic společného. Najít si svoje místo mezi sobě rovnými, touha prožít poslední roky v pohodě, porozumění a s vírou v sám sebe, se rozhodl hrdina tohoto příběhu a jeho přátelé, kteří se potkávají v domově důchodců. Příběh natočil jako adaptaci prózy S. Stampfla. Jeho posledním televizním filmem bylo drama o etice v mezilidských vztazích, morální vině a individuální pomstě Nech hodí kameňom z roku 1997. Televizní film sugestivně nastoluje závažné otázky etiky mezilidských vztahů, faktické i morální viny, oprávněnosti trestu a individuální pomstě. Mladému architektovi tragicky umírá žena a dítě během porodu. Jeho hněv se obrací proti lidem, kteří mu nepomohli v krizové situaci, kdy auto havarovalo. Po dlouhém pátrání se mu podaří shromáždit skupinu "viníků". které pozve na fiktivní oslavu v izolovaném prostředí chaty a míní je obvinit ze smrti svých blízkých. Předtím, než jim vyměří "trest", dojde k nečekanému zvratu.